# Романецкий, Николай Михайлович
Николай Михайлович Романецкий (26 июня 1953, д. Крутец, Новгородская область — 10 января 2024, Санкт-Петербург) — русский писатель-фантаст, переводчик, автор циклов «У мертвых Кудесников длинные руки», «Экспансия» и других произведений, член семинара Бориса Стругацкого и (с 2002) ответственный секретарь журнала «Полдень. XXI век».
В 2007 году Н. Романецкий стал лауреатом премии имени Александра Беляева за цикл статей «Писатели говорят о науке и прогрессе», в 2010 году — лауреатом Международной литературной премии имени А. и Б. Стругацких за сборник интервью «Тринадцать мнений о нашем пути» (2009).

## Биография
Вспоминал, что в начале 60-х годов 20 века: «Нам казалось, что мы живем в самой лучшей стране мира, и впереди нас ждут горы бесконечного счастья. Фантастика (в первую очередь, разумеется, космическая) более всего соответствовала этим ощущениям и ожиданиям». Рассказывал: "Первой прочитанной мною фантастической книжкой стал молодогвардейский сборник 1959 года «Дорога в сто парсеков», который отец привез из столичной командировки. И по сей день не понимаю, с какой стати он купил эту книжку. Наверное, почитать в дорогу. Полагаю, что прочёл я сборник как раз в 1961-м. Повесть Ивана Ефремова «Сердце Змеи (Cor Serpentis)» потрясла моё воображение. Потом были романы Мартынова, повести Стругацких, первый роман трилогии Сергея Снегова «Люди как боги»..."
В 1977 году окончил Ленинградский политехнический институт как инженер-металлург. Во время учёбы играл на сцене Театра Металлургического факультета (ТМФ). Двенадцать лет проработал на Балтийском заводе, где прошёл путь от инженера-технолога до заместителя начальника цеха. После 1989 года работал редактором, переводчиком.
Был дважды женат, двое детей. Жил в Санкт-Петербурге. Входил в правление Союза писателей Санкт-Петербурга.
Скончался на 71-м году жизни после тяжёлой продолжительной болезни.

### Под своим именем
- «Убьем в себе Додолу» (1996; ISBN 5-86617-053-1) — премия «Большой Зилант» (2005)
- Авторский сборник «Везунчик» («Везунчик», «Счастливая невеста» и «Ночь будет певучей и нежной»; 2001)
- «Искатели жребия» (2002)
- «Сага о кольце Сидора» (2005)
- «У мертвых Кудесников длинные руки» (ISBN 5-9717-0285-8)
  1. «Узревший слово»
  2. «Утонувший в кладезе»

Также имеется много публикаций в журналах и сборниках.

### Под псевдонимом «Николай Романов»
1. «Питомец „Ледового рая“» (2006)
2. «Генерал от машинерии» (2006)
3. «Гвардеец» (2006)
4. «Битва местного значения» (2007)
5. «Инсургент» (2007)
6. «Регент» (2008)
7. «Курс лечения» (2009)
8. «Император» (2009)
9. «Завоеватель» (2010)
10. «Победитель» (2013)

### Переводы
- Роберт Хайнлайн — «Тяжесть небес»
- Терри Гудкайнд — «Столпы Творения»
- Филип Дик — «Мечтают ли андроиды об электрических овцах?»
- Филип Дик — «Симулякры»
- Эдгар Пэнгборн — «Дэви»
- Эдгар Пэнгборн — «Зеркало для Наблюдателей»
- Эдгар Пэнгборн — «На запад от солнца»
- Рэндал Гаррет — «Слишком много волшебников»